# Éric Gandon
 (12 janvier 2023).
Le texte peut changer fréquemment, n’est peut-être pas à jour et peut manquer de recul. 
Le titre et la description de l'acte concerné reposent sur la qualification juridique retenue lors de la rédaction de l'article et peuvent évoluer en même temps que celle-ci.
Éric Gandon est un naturopathe français.
Exerçant depuis les années 2010, il se présente comme un spécialiste des thérapies alternatives, notamment du jeûne, pour guérir des maladies telles que le cancer. Il propose des conférences, des stages et des vidéos sur le sujet.
Le 12 janvier 2023, il est mis en examen pour homicide involontaire après la mort de l'une des participantes d'un stage de jeûne qu'il avait organisé.

## Biographie

### Jeunesse et formation
Éric Gandon a étudié dans le Maine-et-Loire et l’Île-de-France.
Il commence sa vie professionnelle en tant que commercial dans le marketing. Il dirige à ce moment plusieurs chaînes de magasins en France, en Belgique et au Royaume-Uni.

### Activité de naturopathe
Éric Gandon aurait découvert les thérapies alternatives au contact d’une autre naturopathe, alors qu’il souffrait « d’allergies, de migraines, de mycoses au pied, de mauvaise haleine permanente et de problèmes de sommeil »,.
En 2010, il quitte ses fonctions de directeur général chez EuroFlorist pour créer sa propre société de naturopathie, Eric Gandon SARL. Il s’entoure de « co-animateurs ponctuels » se revendiquant art-thérapeutes ou médiums, et commence à animer de nombreux stages fondés sur la pratique du jeûne.
En 2011, il décide de devenir lui-même naturopathe et suit une formation en ce sens. ll n'existe pas de diplôme national de naturopathie, rappelle le ministère de la Santé sur son site, puisque les "médecines douces", dont elle fait partie, « n'ont pas fait l’objet d’études scientifiques ou cliniques montrant leurs modalités d’action, leurs effets, leur efficacité, ainsi que leur non dangerosité ».
Il crée en 2013 une deuxième société, ERIC GANDON NATUROPATHE. Elle propose des cures de jeûne pouvant durer jusqu'à 42 jours. En parallèle du jeûne, des ateliers et des activités douces sont proposés, comme le yoga, la méditation, ou la relaxation.
Éric Gandon assure que le jeûne est une méthode efficace pour soigner de nombreuses maladies : allergies, insomnies, mais aussi hypertension, polyarthrite et cancers.

### Activité de vidéaste
Parallèlement à ces activités de naturopathe, il réalise des vidéos sur la naturopathie qu'il met en ligne, ainsi que des formations à distance.
Sa chaîne YouTube créée en 2010, compte 70 000 abonnés en février 2023.

## Polémiques

### Manque d'encadrement
Éric Gandon n'a aucun diplôme médical, ni de formation reconnue.

### Prix des cures
Selon le procureur de la République de Tours — Grégoire Dulin —, « Ces stages facturés plusieurs centaines, voire milliers d'euros, sans prise en charge des frais d'hébergement, mettaient en présence constante une vingtaine de participants, sur des durées de 1 à 6 semaines ».
Selon un participant d'un stage : « Je ne voulais faire que deux semaines, mais il a insisté pour que j’en prenne trois. ». Un autre déclare avoir été incité à rallonger son jeûne, « et à payer plus cher. ». Lorsqu'un participant ne termine pas sa cure, il n’est pas remboursé.
Sur son site internet, Éric Gandon propose des stages entre 500 et 1 100 €. Le prix peut monter jusqu'à  2 800 €, les frais d’hébergement n'étant pas pris en compte. Les groupes varient de 15 à 20 personnes.
Il facture aussi des formations à distance : 140 euros pour une consultation vidéo, et 250 euros par semaine pour un suivi à distance.

### Ventes de produits de santé
Sur son site, Éric Gandon vend aussi des protections anti-ondes (jusqu’à 100 euros), des livres, des poches de lavement ou des « cartes du bonheur ».

### Manque de prise en charge des participants
Les participants des stages doivent se débrouiller tout seuls. Un participant a déclaré « On se pèse, on prend nous-même notre tension, notre rythme cardiaque, on le note sur notre feuille et on doit le dire au point jeûne quotidien ».
Plusieurs participants expliquent s’être sentis vulnérables « psychiquement et physiquement ». Selon eux, « le jeûne est allé trop loin, nous nous sommes mis en danger ». Certains expliquent ne pas être partis rapidement parce que « Quand on est en train de jeûner, on est dans un état second, à cause de la fatigue. On est donc facilement manipulable. ». La plupart des participants décrivent avoir été dans un état d'affaiblissement très important, les obligeant à rester alités. « J’ai perdu 10 kg, mes muscles en ont pris un coup. Je suis revenu plus déglingué qu’avant », constate un jeûneur. Ils dénoncent tous un manque de suivi de la part de l’équipe encadrante. « À aucun moment, elle ne va venir vérifier si nous allons bien, même après deux ou trois jours d’absence. »

## Affaires judiciaires

### Mort de participants d'un stage de jeûne
En juin 2020, un homme d'une soixantaine d'années, atteint d'un cancer en phase terminale est retrouvé mort en Vendée, lors d'un stage de jeûne organisé par Éric Gandon.

### Miviludes
Dans son rapport d'activité 2021, la Miviludes indique qu'« Éric Gandon […] assure que c’est le vaccin anti-Covid qu’aurait reçu la jeune femme qui est à l’origine de son décès. »,.

### Arrêtés préfectoraux
Les préfectures d’Indre-et-Loire et de Vendée ont pris le 16 août 2023 et 19 août 2023 des arrêtés visant à interdire son activité.

### Homicide involontaire
Le 12 août 2021, une femme de 44 ans décède au château de Brou à Noyant-de-Touraine alors qu'elle suit l’un des stages de jeûne hydrique proposés par Éric Gandon : les participants consomment exclusivement de l’eau pendant plusieurs jours,,. Elle participait à une cure de jeûne, entamée le 16 juillet avec une vingtaine d’autres participants. Son corps a été découvert dans sa chambre, deux jours après sa mort. Selon des participants au stage, cela faisait plusieurs fois qu'elle ne s'était pas présentée au point du matin avec l'équipe encadrante. Le parquet de Tours décide d'ouvrir une enquête, et confie les investigations à la brigade de gendarmerie de Loches. La préfecture d’Indre-et-Loire prend un arrêté préfectoral le même jour pour interdire le jeûne hydrique.
Le 18 août 2021, une information judiciaire est ouverte pour homicide involontaire, afin de déterminer les causes et les circonstances exactes du décès. Un deuxième arrêté est pris le même jour pour interdire le jeûne sous toutes ses formes et obliger les participants à se réalimenter,,. En effet, malgré la mort de la femme, Éric Gandon avait décidé de poursuivre son stage,. Les propriétaires du château de Brou, hébergeurs du stage, ont indiqué avoir accueilli ces cures de jeûnes pour la première fois cette année.
Grégoire Dulin indique le 12 janvier 2023 qu’Éric Gandon est mis en examen des chefs d’homicide involontaire, abus de faiblesse, mise en danger de la vie d’autrui et exercice illégal des professions de médecin et pharmacien pour des faits survenus entre juillet 2020 et janvier 2023, avant d’être placé en détention provisoire,,,,,. Le procureur précise qu'aucun suivi médical n'était assuré ou prévu.
Grégoire Dulin précise également le même jour que l'enquête mise en place par l’Office central pour la répression des violences aux personnes (OCRVP) a permis d’identifier « quatre autres victimes, dont deux décédées depuis et de recueillir des dépôts de plainte ». Les deux personnes décédées sont :
- un sexagénaire décédé le 18 juillet 2020 qui avait participé à un stage en juin 2020 en Vendée alors qu’il présentait un cancer en phase terminale ;
- une jeune femme, décédée le 15 mars 2022, « ayant suivi les formations et le stage organisé par Éric Gandon entre mai et septembre 2021 alors qu’elle souffrait d’un cancer du foie et était en rupture de traitement »[6],[9],[19].

Les deux autres plaintes émanent de deux autres participantes du stage de l’été 2021, une femme de 39 ans et une quinquagénaire présentant une maladie de la thyroïde.
Éric Gandon et son fils sont arrêtés par les enquêteurs de l’OCRVP, le 10 janvier 2023 en Île-de-France et en Vendée. Une somme de 32 000 € a été saisie au domicile du naturopathe. Il est incarcéré depuis le 12 janvier,.
Il encourt une peine de 3 ans d'emprisonnement et 375 000 € d'amende.
Son fils de 25 ans, qui participait notamment à l'organisation des stages, est également mis en examen pour exercice illégal des professions de médecin et pharmacien. Le jeune homme a été placé sous contrôle judiciaire avec l'interdiction d'exercer toute activité en lien avec le jeûne et la naturopathie.
Les deux hommes, qui n'ont pas d'antécédents judiciaires, contestent l'intégralité des faits qui leur sont reprochés,.
Le 14 janvier 2023, Éric Gandon est écroué.
En février 2023, La police lance sur les réseaux sociaux un appel à témoins pour identifier des victimes du naturopathe. Un deuxième appel à témoin est lancé en mars 2023.
En mai 2023, il sort de prison. Il réalise en février 2024 une vidéo dans laquelle il accuse le vaccin contre le Covid d'être responsable de la mort des participants.